# Leon Lichtenstein

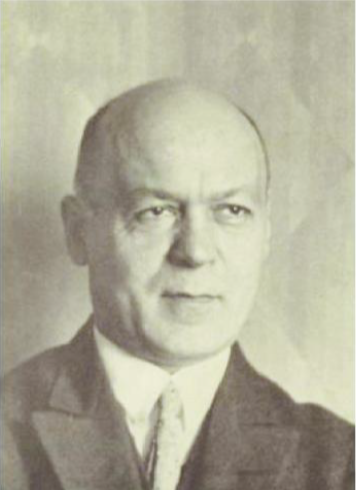
Leon Lichtenstein

Leon Lichtenstein (* 16. Mai 1878 in Warschau, Russisches Kaiserreich; † 21. August 1933 in Zakopane) war ein polnisch-deutscher Mathematiker, der sich mit Variationsrechnung, gewöhnlichen und partiellen Differentialgleichungen, konformen Abbildungen und Potentialtheorie beschäftigte.

## Leben und Werk
Lichtenstein besuchte in Warschau die Realschule und kam 1894 nach Berlin, wo er an der Technischen Hochschule in Berlin-Charlottenburg Elektrotechnik und Maschinenbau (Diplom 1901) studierte und gleichzeitig an der Universität Berlin Mathematik-Vorlesungen bei Hermann Amandus Schwarz, Ferdinand Georg Frobenius, Edmund Landau, Friedrich Schottky hörte. Noch während er bei Siemens & Halske als Elektroingenieur arbeitete, holte er 1907 sein Abitur nach. 1908 promovierte er zum Dr.-Ing. in Elektrotechnik an der Technischen Hochschule in Charlottenburg (Beiträge zur Theorie der Kabel: Untersuchungen über die Kapazitätsverhältnisse der verseilten und konzentrischen Mehrfachkabel). 1909 promovierte er außerdem bei Schwarz an der Universität Berlin in Mathematik über sukzessive Approximation von Differentialgleichungen (Zur Theorie der gewöhnlichen Differentialgleichungen zweiter Ordnung – die Lösungen als Funktionen der Randwerte und der Parameter). 1910 habilitierte er sich. Während des Ersten Weltkriegs arbeitete als Prüfingenieur bei Siemens (Prüfung von Stromkabeln u. a.) und stellte statische und aerodynamische Berechnungen für die Fliegertruppe an.
1919 wurde er ordentlicher Honorarprofessor an der Technischen Hochschule in Berlin-Charlottenburg und 1920 ordentlicher Professor an der Westfälischen Wilhelms-Universität in Münster. Seit 1922  war er Professor an der Universität Leipzig, wo er 1933 nach der Machtübergabe an die Nationalsozialisten im Deutschen Reich gemäß dem Gesetz zur Wiederherstellung des Berufsbeamtentums als Jude entlassen werden sollte. Schon herz- und nierenkrank, starb er während der Semesterferien auf einer Urlaubsreise in Polen an den Folgen der Aufregung. Seine Bestattungsurne wurde auf dem Südfriedhof (Leipzig) beigesetzt. Seit 1925 war er ordentliches Mitglied der Sächsischen Akademie der Wissenschaften.
In den 1920er Jahren veröffentlichte er auch eine Reihe von Untersuchungen über Gleichgewichtsfiguren rotierender Flüssigkeiten mit Anwendungen auf astronomische Probleme und über Existenzprobleme der Differentialgleichungen der Hydrodynamik. In seiner Zeit bei Siemens veröffentlichte er auch eine Reihe elektrotechnischer Arbeiten. Lichtenstein war 1918 einer der Gründer der „Mathematischen Zeitschrift“ und 1919 bis 1927 Leiter des „Jahrbuchs über die Fortschritte der Mathematik“.
Zu seinen Doktoranden zählen Ernst Hölder, Erich Kähler, Aurel Wintner, Hermann Boerner und Karl Maruhn.
Lichtenstein war ein Vetter von Norbert Wiener.

## Schriften
- Beiträge zur Theorie der Kabel-Untersuchungen zu den Kapazitätsverhältnissen von verseilten und konzentrischen Mehrfachkabeln. Oldenbourg, München 1908.
- Grundlagen der Hydromechanik. Springer, Berlin 1929. Nachdruck 1968.
- Gleichgewichtsfiguren rotierender Flüssigkeiten. Springer, Berlin  1933.
- Vorlesungen über einige Klassen nichtlinearer Integralgleichungen und Integro-Differentialgleichungen nebst Anwendungen. Springer, Berlin 1931.
- Astronomie und Mathematik in ihrer Wechselwirkung. Mathematische Probleme in der Theorie der Figur der Himmelskörper. 1922 (Leipziger Antrittsvorlesung). Nachdruck: VDM, Saarbrücken 2007 sowie in: Herbert Beckert, Walter Purkert: Leipziger mathematische Antrittsvorlesungen. Auswahl aus den Jahren 1869-1922. B. G. Teubner, Leipzig 1987 (mit Biografie).

Einige seiner Arbeiten sind online, Auswahl:
- Zur Theorie der gewöhnlichen Differentialgleichungen und der partiellen Differentialgleichungen zweiter Ordnung. Dissertation, 1909; sub.uni-goettingen.de
- Über einige Existenzprobleme der Variationsrechnung – Methode der unendlich vielen Variablen. In: Journal für Mathematik, 1914, Band 145; sub.uni-goettingen.de
- Untersuchungen über die Gleichgewichtsfiguren rotierender Flüssigkeiten, deren Teilchen einander nach dem Newtonschen Gesetz anziehen. In: Mathematische Zeitschrift, 1918, Teil 1; sub.uni-goettingen.de – Teil 2, 1920; sub.uni-goettingen.de –  Teil 3 (Figur der Erde); sub.uni-goettingen.de
- Zur Variationsrechnung I. In: Göttinger Nachrichten, 1919; sub.uni-goettingen.de – Teil 2: Das isoperimetrische Problem. In: Journal für reine und angewandte Mathematik, 1931, Band 165; sub.uni-goettingen.de
- Untersuchungen über die Gestalt der Himmelskörper I – Die Laplacesche Theorie der Gestalt des Erdmondes. In: Mathematische Zeitschrift, 1920; sub.uni-goettingen.de – Teil 2, 1920 (Doppelsterne); sub.uni-goettingen.de – Teil 3 (Ringe), 1923; sub.uni-goettingen.de – Teil 4, 1923 (Maxwells Theorie der Saturnringe); sub.uni-goettingen.de
- Neuere Entwicklungen der Potentialtheorie und konformen Abbildung. In: Enzyklopädie der mathematischen Wissenschaften, 1918/1919; ub.uni-goettingen.de
- Neuere Untersuchungen zur Theorie der partiellen Differentialgleichungen 2. Ordnung vom elliptischen Typus. In: Enzyklopädie der mathematischen Wissenschaften. 1924; sub.uni-goettingen.de
- Zur Theorie der Gleichgewichtsfiguren homogener Flüssigkeiten. Aus dem Nachlass. In: Mathematische Zeitschrift, 1935, Band 39; sub.uni-goettingen.de